# Каза Рампола (Павија)
Каза Рампола је насеље у Италији у округу Павија, региону Ломбардија.
Према процени из 2011. у насељу је живело 29 становника. Насеље се налази на надморској висини од 507 м.